# 細川行信
細川 行信（ほそかわ ぎょうしん、1926年2月18日 - 2007年10月24日）は、浄土真宗の仏教学者。

## 略歴
大分県耶馬溪町（現中津市）出身。1948年大谷大学文学部仏教史学科卒業。54年同研究科修了。1976年「源空門下の分流と念仏義」で、大谷大学より文学博士の学位を取得。
1956年大谷大学文学部助手、同真宗学科助教授、教授。91年定年退任、名誉教授、光華女子大学教授。

## 著書
- 『親鸞の史跡と伝説』あそか書林 1960
- 『法然の遺跡と伝記』あそか書林 1966
- 『真宗成立史の研究』法蔵館 1977
- 『法然 その生涯と教え』法蔵館 1979
- 『愚禿の聖者 親鸞の生涯を偲びて』文明堂 1981
- 『真宗教学史の研究 歎異抄・唯信抄』法蔵館 1981
- 『大谷祖廟史』改訂 真宗大谷派宗務所出版部 1985
- 『聖徳太子の生涯』法蔵館 1986
- 『真宗教学史の研究 口伝鈔・浄土真要鈔』法蔵館 1990
- 『いのち 大谷大学最終講義記念集』同朋舎出版 1991
- 『『親鸞聖人伝絵』講話』光華女子大学・短期大学真宗文化研究所 光華叢書 1996
- 『蓮如のみち(芳跡)』川村赳夫写真 真宗大谷派宗務所出版部 1996
- 『蓮如上人をお慕いして』法藏館 1997
- 『親鸞聖人のお手紙』自照社出版 2002

### 共著編
- 『大谷本廟史』藤島達朗共著 大谷派宗務所 1963
- 『真宗史料集成 第8巻 寺誌・遺跡』編 同朋舎 1974
- 『講座親鸞の思想 9 親鸞思想の文献解説』柏原祐泉,高橋政隆共著　教育新潮社 1979
- 『日本名僧論集 第7巻 親鸞』千葉乗隆共編 吉川弘文館 1983
- 『真宗基礎読本 真宗学入門』編 同朋舎出版 1987
- 『真宗小事典 まずこの一冊』瓜生津隆真共編 法蔵館 1987
- 『親鸞大系 別巻 (真宗関係文献目録)』浅野教信共監修 法藏館 1989
- 親鸞『定本教行信証』新訂 法蔵館 1989
- 『蓮如五帖御文 現代の聖典』村上宗博,足立幸子共著 法蔵館 1993
- 『現代の聖典蓮如上人御一代記聞書』村上宗博, 足立幸子共著 法蔵館 1996
- 『女性と仏教』共著 光華女子大学・短期大学真宗文化研究所 光華叢書 1998
- 『親鸞書簡集 現代の聖典 全四十三通』村上宗博,足立幸子共著 法藏館 2002

## 論文
- Cinii